# Galícia Esporte Clube
Pour les articles homonymes, voir Galice (homonymie).
Maillots
Dernière mise à jour : 8 février 2012.
Le Galícia Esporte Clube est un club brésilien de football basé à Salvador dans l'État de Bahia.
Le club joue ses matchs à domicile au Stade Santiago de Compostela.

## Historique
Bien que le club ait disputé de nombreux matchs à domicile au Stade Deputado Galdino Leite, il évolue depuis 1995 au Stade Santiago de Compostela (en construction depuis les années 1980).

## Palmarès
| Compétitions nationales                                                   |
| ------------------------------------------------------------------------- |
| - Championnat de Bahia (5) : - Champion : 1937, 1941, 1942, 1943 et 1968. |